# لوسيان غيلين
لوسيان غيلين (بالفرنسية: Lucien Gillen)‏ هو دراج على المضمار لوكسمبورغي، ولد في 7 أكتوبر 1928 في لوكسمبورغ، وتوفي بنفس المكان في 11 أغسطس 2010.

## وصلات خارجية
- لوسيان غيلين على موقع أرشيف الدراجات (الإنجليزية)
- لوسيان غيلين على موقع إحصائيات الدراجات الإحترافية (الإنجليزية)
- لوسيان غيلين على موقع CycleBase (الإنجليزية)